# Господари свемира
Господари свемира (енг. Masters of the Universe) је америчка серија играчака из осамдесетих година коју је створио Мател. Први пут се појавила у тадашњој СФРЈ пред сами крај серије, у облику оригиналних играчака, седмичних стрипова у Политикином Забавнику, ванредних издања у којима су превођени стрипови које су издавали Star Comics и остали издавачи, те и у облику цртане серије Хи-Мен и Господари свемира, коју је продуцирао студио Филмејшон. Почетком деведесетих година, Мастерси, како су их називала деца, замењени су новим дечјим занимацијама попут Нинџа корњача и Евокса.

## СтрипХи-Мен и Господари свемирауПолитикином Забавнику
Седмични стрип Хи-Мен и Господари свемира појавио се први пут у броју 1881 Политикиног Забавника, издатог 1988. године. Завршио је у броју 1999 овог магазина, издатог 1990. године. После тога се појавио у Забавнику у бројевима 2007 и 2008 (епизода Краљица леда), те у бројевима 2025 и 2026 (епизода Дивљине Наксоса), издатих касније исте године. Ови стрипови били су преводи стрипова који су се појављивали у дневним новинама по свету и штампани су сваке седмице на две стране у боји, изузев стрипова у бројевима 2007 и касније који су објављени као средишњи стрипови у поменутим издањима Забавника.

## Специјална издањаПолитикиног Забавника
Након појаве седмичног стрипа почела су и специјална издања у којима су се преводили Марвелови стрипови у издању Star Comics. Након што је ова серија завршила, објављено је неколико издања од осталих издавача. Укупно је изашло најмање осамнаест бројева.